# Promille

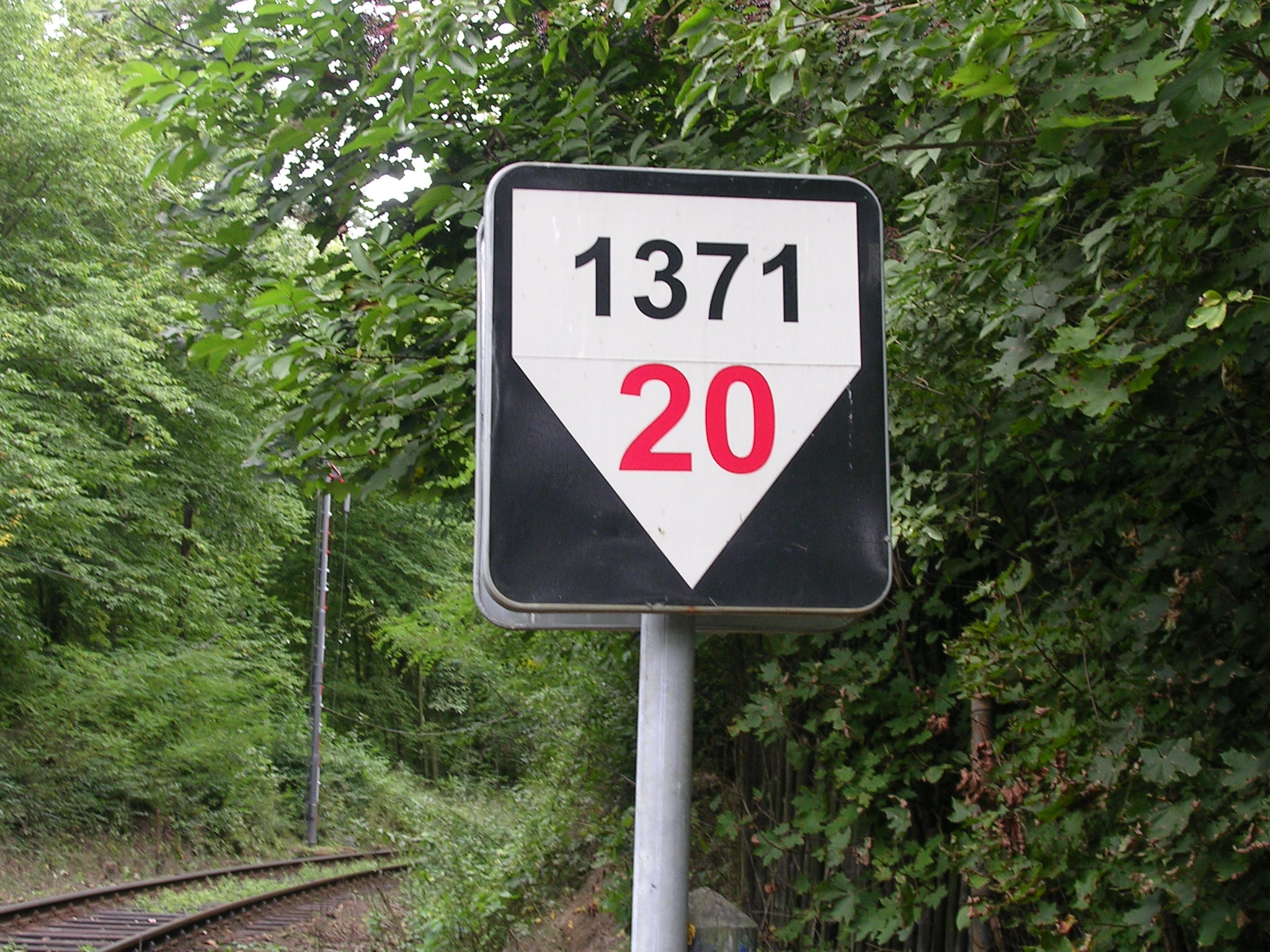
En järnvägsskylt i Tjeckien som anger en lutning på 20 ‰ vilket innebär att lutningen är 2 %

Promille är en måttenhet för en tusendel (per mille). Man använder promilletecknet (‰) för att beteckna promille. Mille med betydelsen 1000 kommer från franska. 
Promille används exempelvis vid angivelse av alkoholhalt i blod, salthalt i havsvatten, antalet födslar och dödsfall i en population och banlutningen hos järnvägar. Då en promille är 1/10 av en procent (%) används promille typiskt när värdet uttryckt i den vanligare måttenheten procent blir väldigt litet.  

## Matematisk formel
En promille definieras som:
1 ‰ = 10−3= 1/1000 = 0,001 = 0,1 %

## Relaterade begrepp
- Procent (%)
- Procentenhet
- Promilleenhet
- Baspunkt (finansiell punkt, hundradels procentenhet)
- Parts per million (ppm) – miljondel
- Parts per billion (ppb) – miljarddel
- Parts per trillion (ppt) – biljondel
- Parts per quadrillion (ppq) – biljarddel